# Euxoa euroides
Euxoa euroides là một loài bướm đêm trong họ Noctuidae.